# Lengua koiné
Se denomina lengua koiné, o simplemente koiné, a una lengua que es el resultado de un proceso sociolingüístico en el que una sociedad con hablantes de diversas variedades lingüísticas mutuamente inteligibles (muchas veces variedades del mismo idioma) acaba por formar un nuevo dialecto autónomo.
La lengua toma su nombre del griego helenístico (llamado en griego koinḗ diálektos, «lengua común») y se distingue de las lenguas pidgin y lenguas criollas porque los idiomas involucrados en la formación de pidgin o una lengua criolla no son mutuamente inteligibles y con frecuencia estos idiomas no están genéticamente relacionados. Además, en la formación de las lenguas koinés la posición social de los hablantes de los dialectos de partida no desempeña función alguna, mientras que tiene un papel importante en la creación de los pidgins.
A su vez, se distingue de las lenguas mixtas en que, a diferencia de estas, cada hablante aporta su propia variedad dialectal, no dominando las variedades de sus vecinos. La inteligibilidad mutua, y no el multilingüismo, es el elemento a partir del cual se adoptan formas cercanas para crear la variedad lingüística compartida.

## El proceso de koineización
Las koinés son productos de un proceso denominado nivelación. La nivelación suele ocurrir en los niveles lingüísticos más básicos, como el fonema o el morfema. En este proceso se eliminan las formas marcadas o inusuales y se retienen las formas no marcadas que son conocidas para la mayoría de los hablantes. Las formas marcadas son toda clase de características de un dialecto que sean considerablemente diferentes de las formas existentes en los otros dialectos. Estas diferencias entre las variedades se suprimen, y hay una tendencia a adoptar las características comunes a más hablantes. Como en la reconstrucción comparativa, los rasgos más frecuentes más probablemente representan las protoformas subyacentes.  El proceso de nivelación del dialecto, o cualquier clase de nivelación, nunca es decidido conscientemente por un solo grupo particular de hablantes. 
Según Mesthrie (1993) los dos procesos principales en la formación de una lengua koiné son acomodación y ajuste:

### Acomodación
La acomodación se refiere al hecho de que para crear un idioma o un dialecto neutralizado, los hablantes de la lengua necesitan “acomodar” las diferencias, principalmente con una cierta nivelación. Además, Trudgill analiza las etapas de la acomodación en tres pasos subyacentes: mezcla, nivelación, y simplificación.

#### Mezcla
Los dialectos diversos primero entran en contacto y se mezclan el uno con el otro, sobre todo a través de los hablantes adultos. Por ejemplo, el inglés australiano es una koiné que resultó de mezclar varios dialectos del inglés de las islas británicas (con papel destacado del inglés del área de Londres). Los primeros hablantes del inglés australiano, por necesidad, quedarían expuestos a variantes lingüísticas nuevas para ellos (nuevas palabras, nuevas formas de pronunciar, etc.), y empezarían a adoptar algunas de ellas, como resultado del contacto con otros hablantes.

#### Nivelación
Para equilibrar los dialectos ocurre la nivelación generalmente superponiéndose en las primeras y segundas generaciones pero a veces extendiéndose también a la tercera o generaciones posteriores según la situación social concreta. Durante esta etapa, las formas marcadas se van eliminando en favor de un habla más eficaz. 

#### Simplificación
Los niños generalmente son los que comienzan a desarrollar consistencias dentro de los dialectos y ayudan a guiarlos hacia una koiné unificada usando las características simplificadas comunes de los dialectos. Sin embargo, hay mucha variabilidad e imprevisibilidad dentro del discurso de la primera generación de niños y su lengua emergente, aunque nada interferiría realmente con la comprensión del significado.

### Ajuste
En última instancia, la tercera, cuarta, o incluso generaciones posteriores de hablantes nativos establecen el dialecto «ajustando» las variaciones de formas marcadas en una koiné integrada y finalizada que ha llegado a ser independiente de los dialectos de partida. Puede ocurrir que determinadas formas marcadas no sean eliminadas sino que queden relegadas a los registros más formales.

## Los tipos de koiné
Una koiné también se conoce como variedad de compromiso, pues uno podría decir que los procesos ya mencionados dan lugar a un compromiso o acuerdo tácito entre hablantes respecto al léxico, fonética y otras características lingüísticas. El sustantivo 'koiné', de origen griego, hace referencia a un caso muy famoso de un proceso de nivelación aparecido en griego antiguo. Se pueden distinguir diversos tipos de koinés. Paul Kerswill distingue dos tipos: regional e inmigrante:

### Regional
Las koinés regionales son las que se forman cuando un dialecto regional dominante entra en contacto con los dialectos de otros hablantes del mismo idioma. No hay desplazamiento de los hablantes a una nueva localización geográfica. El ejemplo griego es un caso de una koiné regional. 

### Inmigrante
Las koinés inmigrantes son el producto de comunidades que dominan dos o más dialectos de la misma lengua y forman una koiné al encontrarse en una nueva comunidad. Un ejemplo es el hindi de Fiyi, generado por los inmigrantes indios a esta isla del Pacífico. En este caso se puede hablar tanto de lengua mixta como koiné.

## Ejemplos de koiné
Hay numerosas lenguas koiné, entre ellas:
- El griego helenístico (koiné)
- El hindi de Fiyi
- El inglés de Australia
- El inglés de Nueva Zelanda
- El friulano